# Bessowie

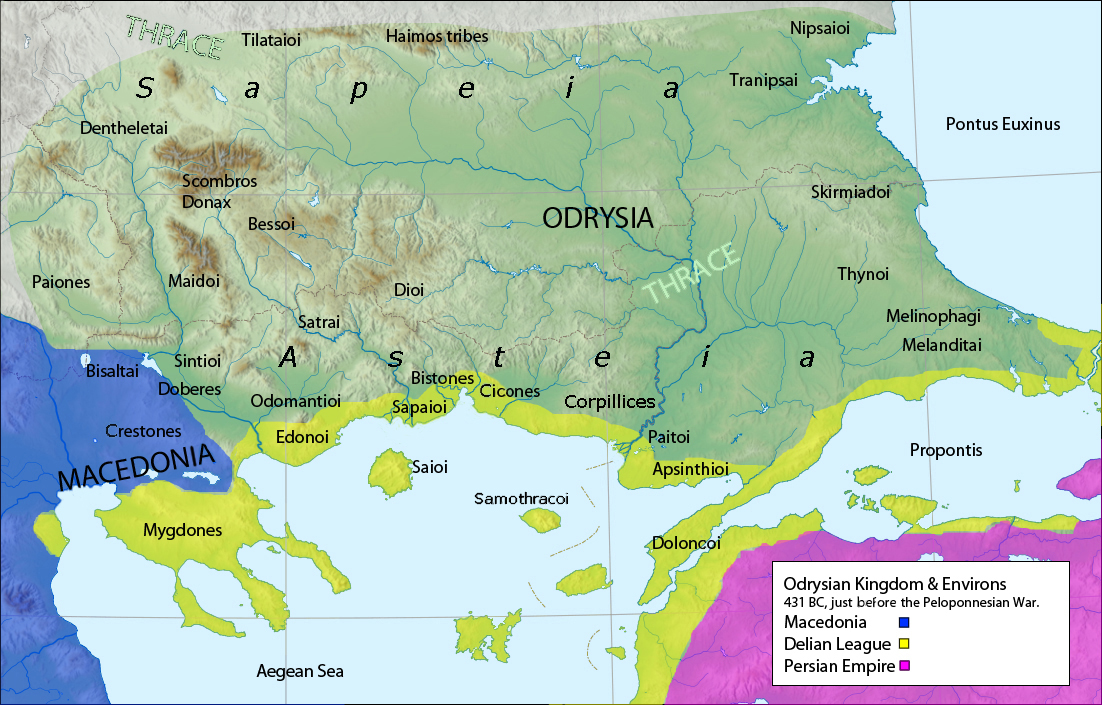
Hipotetyczna lokalizacja Bessów (Bessoi)

Bessowie – jedno z plemion znanych w antyku (być może z grupy plemion trackich) przybyłe do Europy z Azji w II tysiącleciu p.n.e. W 330 p.n.e. zostali podbici przez Aleksandra Wielkiego. Pod koniec I tysiąclecia p.n.e. Bessowie przyłączyli się do buntu germańskich Markomanów przeciwko cesarzowi Tyberiuszowi i ponieśli dotkliwą klęskę, z której już się nie podnieśli. Ostatni raz o Bessach wspominają rzymskie kroniki z II wieku n.e.

## Kontrowersje
Miejsce pobytu Bessów jest przedmiotem kontrowersji. Według niektórych Bessowie zamieszkiwali tereny położone wzdłuż gór Hemus (Stara Płanina). Natomiast Ptolemeusz lokował Bessów w polskiej części Karpat, na południe od ujścia do Wisły Dunajca lub Sanu:
Zamieszkują Sarmację ogromne ludy: Wenedowie wzdłuż całej zatoki Wenedyjskiej. [...] Z mniejszych ludów siedzą w Sarmacji Gytonowie koło rzeki Vistuli, poniżej Wenedów; następnie Finnowie, następnie Sulonowie; niżej od nich Frugundionowie, następnie Awarinowie koło głowy rzeki Vistula ; niżej od nich Ombronowie, następnie Anartofraktowie, następnie Burgionowie, następnie Arsietowie, następnie Sabokowie, następnie Pingitowie i Biessowie koło góry Karpatos. Bardziej ku wschodowi od wymienionych siedzą poniżej Wenedów Galindowie, Sudinowie i Stawanowie aż do Alanów, niżej od nich Igulionowie, następnie Kostobokowie i Transmontanowie aż do gór Peukińskich.
Bessowie to kasta kapłańska trackiego plemienia Satrów, byli strażnikami świątyni Dionizosa, która według pisarz antycznych znajdowała się w górach Pangajon, dziś leżących w Grecji Północnej. Według współczesnych badaczy jednak mowa o Rodopach, dziś pomiędzy Bułgarią a Grecją. Inni Badacze umiejscawiają ją w górach Falakro.
O tej świątyni mówi Herodot: Satrowie, o ile mi wiadomo, nie uznawali niczyjej władzy i jako jedyni z Traków są niezależni do tej chwili; żyją wysoko w górach okrytych śniegiem i lasami i są doskonałymi wojownikami; Władają oni świątynią-wyrocznią Dionizosa, która znajduje się na wysokim szczycie. Pomiędzy Satraów bessowie zajmują się przepowiedniami; kapłanka przekazuje proroctwa dokładnie tak jak w Delfach; nie ma żadnej różnicy.
Swetoniusz z I w. w swojej pracy Żywoty cezarów, opisuje przepowiednię jaką usłyszał w świątyni Dionizosa Gajusz Oktawiusz – ojciec pierwszego cesarza rzymskiego Oktawiana Augusta, który w tym czasie stał na czele legionów rzymskich na ziemiach trackich: … kiedy Oktawiusz, ojciec Augusta prowadził swoje wojsko gdzieś w dalekich regionach lasów Dionizosa dopytał się wyroczni o swoim synu, kapłani potwierdzili mu że jego syn będzie Panem całego świata, ponieważ kiedy wino rozlano na ołtarzu dym unosił się aż po niebiosa – co było znamieniem tego samego co i Aleksander Wielki dostał na tym samym Ołtarzu, kiedy składał ofiarę.
W świątyni przechowywano drewniane deski z tekstami Orfeusza. Według Ambrozjusza kult Dionizosa, którego Trakowie zwali Sabazjosem, był czczony na szczycie Zalmisos w okrągłej budowli w otworem na sklepieniu, skąd wpadały promienie słoneczne.
Trudno jest umiejscowić dokładne położenie świątyni Dionizosa na mapie, jednak w ostatnich latach w środowisku bułgarskich archeologów wyłoniły się 2 hipotezy: pierwsza lokalizuje go w Perperikonie świętym mieście, które później nawet w epoce chrześcijańskiej miało duże znaczenie kultowe, a druga w Belantaszu, gdzie również odkryto ślady świątyni traków. Obydwie hipotezy jednak nie przystają do antycznych przekazów, m.in. od kronikarza Aleksandra Macedońskiego, który pisał, że w pobliżu była góra Orbeli (Dzisiejszy Piryn).
W czasach późniejszych nazwą Bessów utożsamiano wszystkie plemiona trackie zamieszkujące Rodopy, przy czym o Satrach już zapomniano.
Najważniejszym ich miastem  była Bespara usytuowana na drodze Via Militaris łącząca Vindobonę (Wiedeń) z Bizantionem (Konstantynopol) albo wewnętrzną drogę Serdica–Philopopol. W okresie ekspansji Cesarstwa Rzymskiego na Trację rzymianie zajmują świątynie i oddają ją w ręce Odrysów, zmniejszając w ten sposób zagrożenie jakie stanowiły plemiona trackie. Gest ten spowodował powstanie Besssów przeciwko Rzymowi w 15 r. p.n.e., dowodzone przez głównego kapłana Wologesa. Drugie powstanie z 11 r. p.n.e. wymazało ich na zawsze z historii, cześć uciekła do Scytii Mniejszej, dzisiejszej Dobrudży.
W okresie chrystianizacji Tracji język kapłanów Dionizosa był jednak na tyle silny i zrozumiały przez wszystkie plemiona tracke że Biblia została przetłumaczona na ich mowę, znana była jako Biblia Bessica. Zachowały się wzmianki mówiące o tym że w niektórych monasterach służono w tym języku.
Jedna z hipotez mówi, że także nazwa Bieszczady wywodzi swą nazwę od plemienia Bessów.